# Liste des évêques de Cortone
Cette liste recense les évêques du diocèse de Cortone. En 1975, Mgr Cioli, évêque d'Arezzo, est également nommé évêque de Sansepolcro puis évêque de Cortone le 15 février 1978. Les trois sièges sont donc unis in persona episcopi. L'union plenière des trois diocèses est établie le 30 septembre 1986, en vertu du décret Instantibus votis de la congrégation pour les évêques, et la nouvelle circonscription ecclésiastique prend le nom de diocèse d'Arezzo-Cortone-Sansepolcro.

## Évêques
- Rinieri Ubertini † (19 juin 1325 - 12 septembre 1348)
- Gregorio de Fasciani † (5 novembre 1348 - 9 février 1364)
- Benedetto Vallati, O.P. † (23 juillet 1364 - ?)
- Giuliano de Chinibaldi, O.P. † ( 1382)
- Lorenzo Coppi † (11 février 1388 - ?)
  - Ubaldino Bonamici † (23 janvier 1391 - 8 mars 1393)
- Bartolomeo da Troia, O.F.M. † (13 janvier 1393 - 1404)
- Enoc de Cioncolari, O.E.S.A. † (17 novembre 1404 - ?)
- Matteo Testi, O.S.M. † (7 octobre 1426 - 9 septembre 1439)
- Bartolomeo Lopacci Rimbertini, O.P. † (23 septembre 1439 - 27 juin 1449)
- Matteo Testi, O.S.M. † (27 juin 1449 - 1455)
- Mariano Salvini, O.S.M. † (31 janvier 1455 - 1477)
- Cristoforo Bordini † (12 février 1477 - 13 novembre 1502)
- Raniero Guicciardini † (28 novembre 1502 - 2 février 1504)
- Francesco Soderini † (6 mars 1504 - 23 mai 1505)
- Guglielmo Capponi † (25 mai 1505 - 1515)
- Giovanni Sernino de Cucciati † (1516 - 1er octobre 1521)
- Silvio Passerini † (15 novembre 1521 - 20 avril 1529)
- Leonardo Bonafide, O.S.B. † (24 mai 1529 - 1538)
- Giovambattista Ricasoli † (25 octobre 1538 - 14 février 1560)
- Matteo Concini † (14 février 1560 - 1562)
- Gerolamo Gaddi † (16 décembre 1562 - 1572)
- Francesco Perignani † (3 mars 1572 - 1577)
- Costantino Piccioni, O.E.S.A. † (25 février 1577 - 1585)
- Giovanni Alberti † (15 juillet 1585 - 2 octobre 1596)
- Cosimo de Angelis † (24 janvier 1597 - 1603)
- Filippo Bardi † (19 décembre 1603 - 1622)
- Cosimo Minerbetti † (19 décembre 1622 - juin 1628)
- Lorenzo della Robbia † (11 décembre 1628 - 6 août 1634)
- Ludovico Serristori † (25 septembre 1634 - août 1656)
- Filippo Galilei † (28 mai 1657 - 1677)
- Niccolò Oliva, O.E.S.A. † (22 novembre 1677 - 1684)
- Pietro Ludovico Malaspina, C.R. † (2 octobre 1684 - 11 mai 1695)
- Giuseppe Ciei, C.O. † (28 novembre 1696 - mars 1704)
- Sebastiano Zucchetti † (27 avril 1705 - septembre 1714)
- Pietro Giovanni Battista Puccini † (14 décembre 1715 - v. 1726)
- Luigi Gherardi † (9 décembre 1726 - octobre 1752)
  - Sede vacante (1752-1755)
- Giuseppe Ippoliti † (12 mai 1755 - 15 avril 1776)
- Gregorio Alessandri (it) † (20 mai 1776 - 15 octobre 1802)
- Filippo Ganucci † (20 septembre 1802 - 6 octobre 1806)
- Nicolò Laparelli † (23 mars 1807 - 23 septembre 1821)
  - Sede vacante (1821-1824)
- Girolamo Conversini † (12 juillet 1824 - 21 juin 1826)
  - Sede vacante (1826-1829)
- Ugolino Carlini † (27 juillet 1829 - 13 septembre 1847)
- Giuseppe Borghi, O.F.M.Cap. † (9 novembre 1849 - 31 juillet 1851)
  - Sede vacante (1851-1854)
- Feliciano Barbacci, O.F.M. † (30 novembre 1854 - 24 novembre 1869)
- Giovanni Battista Laparelli Pitti † (23 février 1872 - 1896)
- Guido Corbelli, O.F.M. † (22 juin 1896 - 1901)
- Michele Angelo Baldetti † (16 décembre 1901 - 1923)
- Riccardo Carlesi † (23 mai 1923 - 9 janvier 1932)
- Giuseppe Franciolini † (2 mars 1932 - 15 février 1978)
- Telesforo Giovanni Cioli (de), O.Carm. † (15 février 1978 - 11 avril 1983)
- Giovanni D'Ascenzi † (11 avril 1983 - 30 septembre 1986)